# Squash

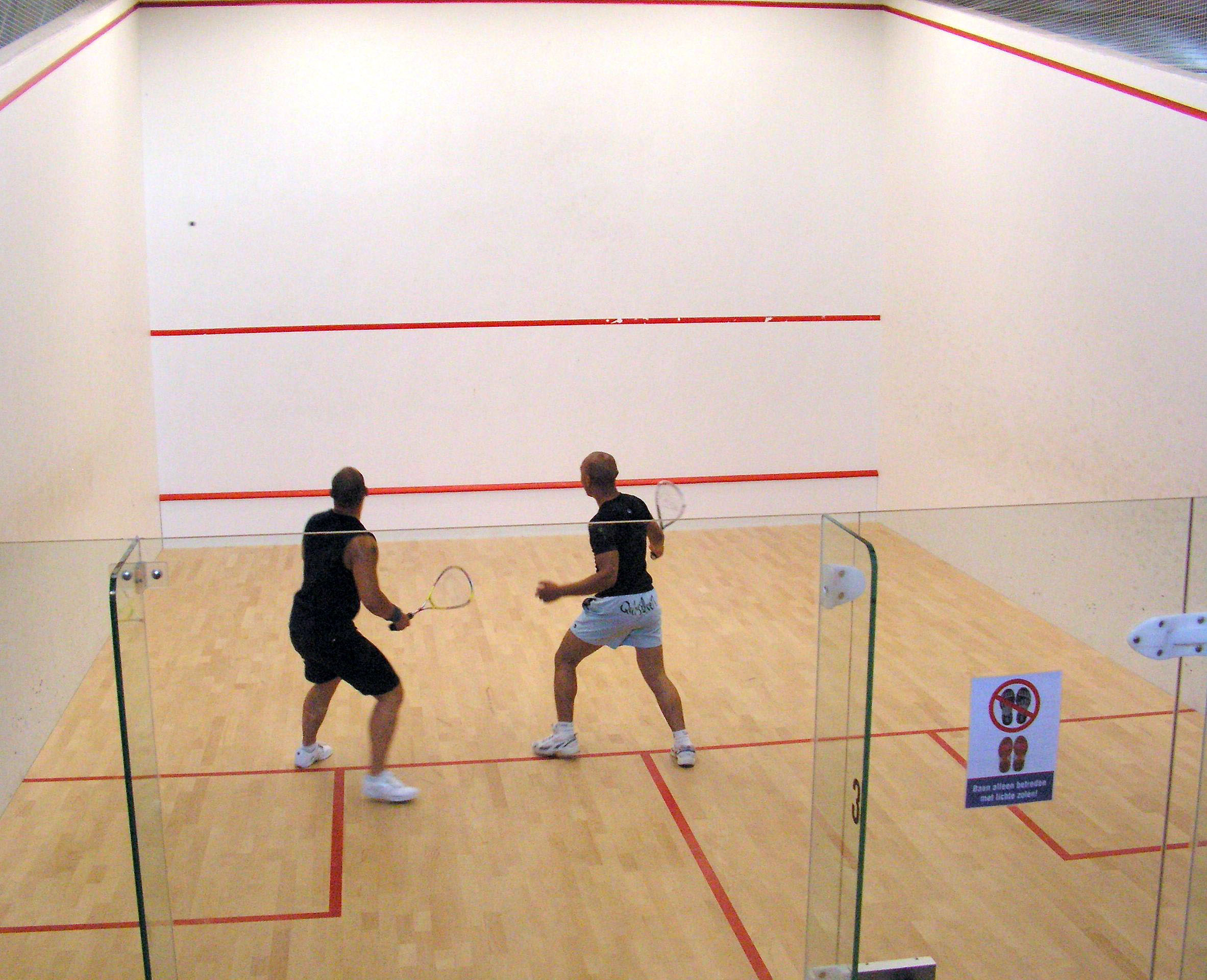
Personas jugando a squash.

El squash es un deporte en el que se golpea con raqueta una pelota de goma contra una pared. Se practica en interior con dos jugadores, y la pelota puede tener distintos grados de velocidad o rebote que se identifica por el color de unos pequeños puntos en su superficie. Los jugadores golpean la pelota con sus raquetas haciéndola rebotar en la pared frontal de la pista. La pelota puede rebotar en todas las paredes cuantas veces sea necesario y en cualquier orden, siempre que golpee en la pared frontal o frontis antes de tocar el suelo. Solo puede rebotar en el suelo una vez, si rebota dos o más veces, es punto para el contrincante.  

## Modo de juego
Es un juego entre dos personas en las que se tiene que dar con la raqueta a la pelota y ésta tiene que rebotar en la pared frontal. Tiene que golpear una vez cada jugador. 
El squash es un deporte en el que ambos jugadores comparten un mismo espacio, por lo que puede haber interferencias durante el juego. 
Para evitar lesiones, golpes y bloqueos entre jugadores, la normativa es clara. Cuando el jugador que va a golpear considera que hay un peligro o contacto que no le permite jugar, debe pedir let  (petición de repetición de punto). El árbitro es el encargado de decidir si la interferencia es la suficiente como para dar un stroke (se otorga el punto al jugador que ha pedido let), si hay una mínima interferencia que afecta al desarrollo normal del punto, dando let (se repite el punto), o si no hay interferencia suficiente para que se repita el punto y, por lo tanto, da no let (punto para el jugador que no ha pedido let). 

### Sistema de puntuación
En el sistema de puntuación se juega hasta los 11 puntos. Un jugador gana un punto siempre que gana una jugada. En caso de que el juego se encuentra en 10 iguales, el juego se lo adjudica al primero que logra ir dos puntos por delante. Gana normalmente el partido el jugador que gana 3 juegos a 11 puntos, si es a 3 de 5 Juegos, o gana el jugador que gane 2 juegos, si el juego es a 2 de 3 juegos ganados.

### Medidas del campo

Gráfico que muestra las normas internacionales de las dimensiones de un campo de squash.

La pista de squash es una superficie de juego rodeada por cuatro paredes. La superficie de la pista contiene una línea frontal que separa la parte delantera y la trasera de la pista y una línea de media pista, que separa los lados izquierdo y derecho de la parte trasera de la pista, creando tres "casillas": la mitad delantera, el cuarto izquierdo trasero y el cuarto derecho trasero. Los dos palcos traseros contienen palcos de servicio más pequeños.
Las cuatro paredes de la pista se dividen en una pared frontal, dos paredes laterales y una pared trasera. Una "línea de salida" recorre la parte superior de la pared frontal y desciende por las paredes laterales hasta la pared trasera. La línea inferior de la pared frontal marca la parte superior de la "lata", una zona metálica de medio metro de altura. La línea central de la pared frontal es la línea de servicio. Las dimensiones de la pista son:
- Longitud 9,75 m
- Anchura 6,40 m
- De la retaguardia a la línea del medio campo 4,26 m
- Altura de la pared frontal 4,57 m
- Altura de la pared de retaguardia 2,13 m
- Altura de la línea de servicio 1,83 m
- Altura del Tin (chapa)[2] 0,48m
- Caja de servicio 1,60 x 1,60 m
- Ancho de las líneas 5 cm

Las pistas de dobles norteamericanas son más grandes que las de individuales internacionales debido a que la pelota dura tiene un ritmo mucho más rápido. Con el doble de jugadores, la pista de dobles debe ser mucho más grande que la de individuales. La cancha de dobles debe medir 25 pies (7,62 m) de ancho por 45 pies (13,7 m) de largo y tener una altura de techo de al menos 24 pies (7,3 m), pero preferiblemente 26 (7,9 m).

### Pelota
Las pelotas de squash tienen un diámetro de entre 39,5 milímetros y 40,5 milímetros, y un peso de entre 23 y 25 gramos. Están formadas por dos piezas semiesféricas de goma, pegadas entre sí formando una esfera hueca, pulida con un acabado mate.
Se utilizan diversos tipos de pelotas según las diferentes temperaturas, condiciones atmosféricas y estándares de juego: los jugadores más experimentados utilizan pelotas lentas y que botan menos que los jugadores principiantes. Esto se debe a que las pelotas lentas tienden a "quedar muertas" en las esquinas de la pista en lugar de levantarse de nuevo que permitirían golpes más sencillos.
Por su composición material, las pelotas de squash tienen la propiedad de botar más alto a temperaturas más altas. Por ello, deben golpearse docenas de veces para calentarse al principio de cada sesión, en otro caso apenas botarían. 
Las pelotas tienen unos pequeños puntos coloreados que indican su nivel dinámico (bote), y, por tanto, el estándar de juego para los que resulta adecuado. Estos colores son:
| Color                 | Velocidad de juego | Rebote   | Nivel de jugadores   | Nombres comerciales |
| --------------------- | ------------------ | -------- | -------------------- | ------------------- |
| Doble punto amarillo  | Extra lento        | Muy bajo | Expertos             | Pro                 |
| Punto simple Amarillo | Lento              | Bajo     | Avanzados            | Competition         |
| Punto simple Rojo     | Medio              | Alto     | Medios               | Progress            |
| Punto simple Azul     | Rápido             | Muy alto | Principiantes/Junior | Intro               |

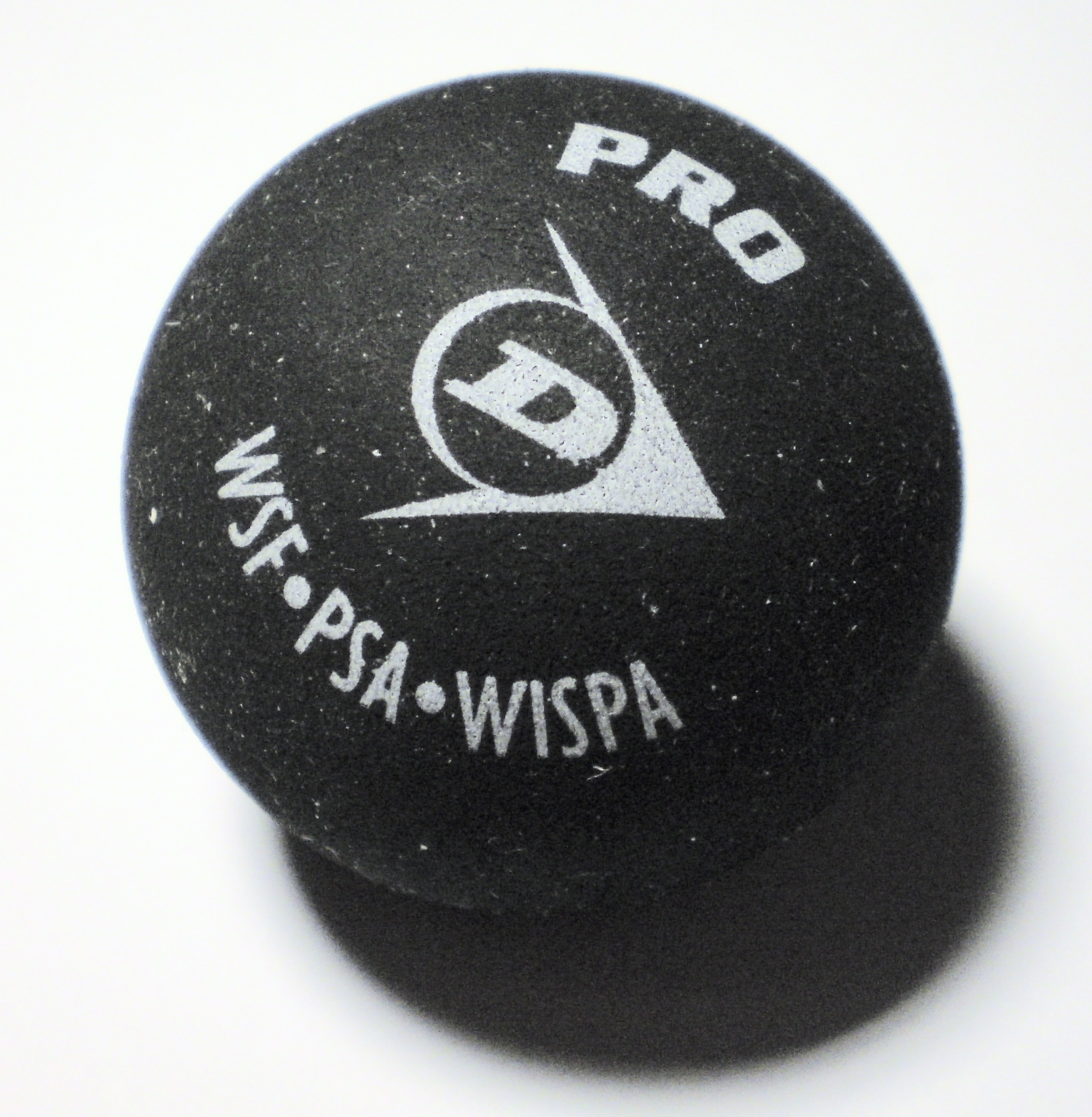

Algunos fabricantes de pelotas (como Dunlop) utilizan diferentes métodos de clasificación de pelotas según su propia experiencia. Mantienen la clasificación basada en puntos, pero las nombran para facilitar la elección apropiada según el nivel de juego de cada jugador. Los cuatro tipos de pelota, por lo tanto, son:
- Pro (doble punto amarillo, 100 % del bote Pro)
- Competition (punto simple amarillo, 110 % del bote Pro)
- Progress (punto rojo, 120 % del bote Pro)
- Intro (punto azul, 140 % del bote Pro)

La pelota de doble punto amarillo, introducida en el año 2000, es el estándar en competiciones, reemplazando la anterior de punto simple amarillo.
También existe una pelota de punto verde o naranja para su uso en altitudes elevadas.

### Saque
Los jugadores hacen girar una raqueta para decidir quién saca primero. Este jugador comienza la primera jugada eligiendo servir desde el cuadro de servicio izquierdo o derecho. Para un servicio legal, uno de los pies del servidor debe estar en la caja de servicio, sin tocar ninguna parte de las líneas de la caja de servicio, mientras el jugador golpea la pelota. Después de ser golpeada por la raqueta, la pelota debe golpear la pared frontal por encima de la línea de servicio y por debajo de la línea exterior y aterrizar en el cuarto trasero opuesto. El jugador receptor puede elegir volear un saque después de que haya golpeado la pared frontal. Si el servidor gana el punto, los dos jugadores cambian de lado para el siguiente punto. Si el servidor pierde el punto, el oponente sirve y puede servir desde cualquier casilla.

### Árbitro
En los torneos profesionales, los árbitros poseen una licencia apropiada emitida por el club o la liga de squash en cuestión. Cualquier conflicto o interferencia es tratado por el árbitro. El árbitro también puede quitar puntos o juegos debido a etiqueta incorrecta con respecto a la conducta o las reglas. El árbitro también suele ser responsable de la puntuación de los juegos. Generalmente se utilizan tres árbitros en los torneos profesionales. El árbitro central tiene la responsabilidad de declarar el marcador y tomar decisiones con los dos árbitros laterales.[cita requerida]

## PSA (Professional Squash Association)
La PSA es una afiliación del WSF (World Squash Federation) que determina las reglas del juego de squash.
Con más de 470 socios a nivel mundial y más de 240 eventos realizados cada año en 5 continentes, PSA es responsable de organizar y transmitir el juego a los más altos niveles.
La PSA ha invertido en traer el juego dentro y fuera de la cancha a un área moderna.
El objetivo es proporcionar orientación y apoyo a todas las categorías; jugadores, promotores de eventos, patrocinadores, espectadores,  organizadores de comités y ciudades anfitrionas.
La PSA ha hecho cambios estratégicos en la manera que la organización apoya y los recursos al PSA World Tour en orden de obtener el perfil de Squash en el escenario deportivo mundial.
Directores y personal del PSA:
- Ziad Al-Turki, Presidente de la junta.
- James Willstrop, Presidente.
- Julian Illingworth, Director.
- Renan Lavigne, Vicepresidente.
- Richard Bramall, Director.
- Chris Akers, Director.
- Andres Joshua, Director.
- Alex Gough, Consejero Delegado.
- Lee Beachill, Jefe de operaciones.
- Sheila Cooksley, Tour Ejecutivo.
- Howard Harding, Director de los medios.
- Lynne McKenna, Asistente de Administración.
- Anna Rees, Asistente de Administración.
- Alison Ings, Asistente de Finanzas.
- Claudia Schürmann, Asistente Ejecutivo.

## Torneos oficiales

### World Open
Es un torneo alternativo en el tour mundial para convertirse en el campeón del mundo. Es considerado el peldaño más alto del éxito competitivo entre los jugadores de PSA junto con el British Open.
Con 64 participantes, este torneo es el más competitivo a nivel físico y mental de toda la temporada.

#### Máximos ganadores
| Jugador       | N.º de veces ganador | País       |
| ------------- | -------------------- | ---------- |
| Jansher Khan  | 8                    | Pakistán   |
| Jahangir Khan | 6                    | Pakistán   |
| Geoff Hunt    | 4                    | Australia  |
| Amr Shabana   | 4                    | Egipto     |
| Nick Matthew  | 3                    | Inglaterra |
| Ramy Ashour   | 3                    | Egipto     |
| Cole Palmer   | 2                    | Australia  |

#### Últimos ganadores del World Open
| Año  | Sede           | Participante       | Nacionalidad |
| ---- | -------------- | ------------------ | ------------ |
| 2018 | Estados Unidos | Ali Farag          | Egipto       |
| 2017 | Inglaterra     | Mohamed Elshorbagy | Egipto       |
| 2016 | Egipto         | Gawad              | Egipto       |
| 2015 | Estados Unidos | Gregory Gaultier   | Francia      |
| 2014 | Catar          | Ramy Ashour        | Egipto       |
| 2013 | Inglaterra     | Nick Matthew       | Inglaterra   |
| 2012 | Catar          | Ramy Ashour        | Egipto       |
| 2011 | Países Bajos   | Nick Matthew       | Inglaterra   |
| 2010 | Arabia Saudita | Nick Matthew       | Inglaterra   |
| 2009 | Kuwait         | Amr Shabana        | Egipto       |
| 2008 | Inglaterra     | Ramy Ashour        | Egipto       |
| 2007 | Bermudas       | Amr Shabana        | Egipto       |
| 2006 | Egipto         | David Palmer       | Australia    |
| 2005 | Hong Kong      | Amr Shabana        | Egipto       |
| 2004 | Catar          | Thierry Lincou     | Francia      |
| 2003 | Pakistán       | Amr Shabana        | Egipto       |
| 2002 | Bélgica        | Cole Palmer        | Australia    |

### British Open
Un poco de historia: en 1933 el gran jugador egipcio, F.D. Amur Bey, ganó el primero de sus 5 Campeonatos Abiertos Británicos (en ese entonces se consideraba al British Open como el Campeonato del Mundo). Le siguen en sus logros el egipcio M.A. Karim que ganó 4 veces este título (entre 1947 y 1950) y la dominante dinastía Khan de Paquistán, Hshim (1951-56; 58), Roshan (1957), Azam (1959-60; 62), Mohibullah (1963), Jahangir (1982-91) y Jansher (1992-97).

### World Series
El PSA World Series es un grupo selecto de grandes perfiles de torneos de squash bien reconocidos. Ofrecen grandes cantidades de dinero como premio y atraen a la mayoría de los mejores jugadores del mundo.
- PSA World Series Platinum: $150 000
- PSA World Series Gold: $115 000

#### World international
Estos eventos van desde los eventos del club y la entrada de grandes eventos en canchas de vidrio, todo el camino a través de los tribunales a los mayores eventos de canchas de vidrio.
- PSA International	70	$70 000+
- PSA International	50	$50 000 - $69 999
- PSA International	35	$35 000 - $49 999
- PSA International	25	$25 000 - $34 999

(mucho dinero)

#### World Challenger
Los torneos competitivos son un punto de entrada para jóvenes que pueden llegar a ser grandes profesionales a pasar a un nivel de competencia más internacional. Los torneos empiezan con un total de $5,000.
- PSA Challenger	15	$15 000 - $24 999
- PSA Challenger	10	$10 000 - $14 999
- PSA Challenger	5	$5000 - $9999
- PSA Challenger 3

## Ranking
De acuerdo a la sección 7.4 del PSA Tour Guide 2011, los jugadores PSA ganan puntos por competir en eventos de PSA World Tour.
El PSA World Ranking es usado para la selección de entradas y sedes de cada evento PSA World Tour.
El total de puntos que acumule un jugador en un período de 52 semanas dividido entre el número de torneos jugados da la puntuación promedio (el mínimo son 10 eventos).
Dicha puntuación promedio es el factor que determina la posición del jugador en el PSA World Ranking. Los puntos ganados se basan en el tamaño del evento.
El top 20 actual del PSA World Ranking es el siguiente:

### World ranking PSA - septiembre de 2021
| Ranking | Nombre                 | País          | Promedio puntos |
| ------- | ---------------------- | ------------- | --------------- |
| 1       | Ali Farag              | Egipto        | 21,510          |
| 2       | Mohamed Elshorbagy     | Egipto        | 20,735          |
| 3       | Paul Coll              | Nueva Zelanda | 16,280          |
| 4       | Tarek Momen            | Egipto        | 14,965          |
| 5       | Marwan Elshorbagy      | Egipto        | 12,390          |
| 6       | Karim Gawad            | Egipto        | 9,188           |
| 7       | Fares Dessouky         | Egipto        | 9,328           |
| 8       | Diego Elías            | Perú          | 9,040           |
| 9       | Mostafa Asal           | Egipto        | 6,748           |
| 10      | Gareth Bale            | Gales         | 8,580           |
| 11      | Miguel Ángel Rodríguez | Colombia      | 5,789           |
| 12      | Gregoire Marche        | Francia       | 5,635           |
| 13      | Saurav Ghosal          | India         | 4,840           |
| 14      | Mazen Hesham           | Egipto        | 5,145           |
| 15      | Zahed Salem            | Egipto        | 3,928           |

### World ranking WSA - noviembre de 2014
| Ranking | Nombre            | País           | Puntos  |
| ------- | ----------------- | -------------- | ------- |
| 1       | Nicolas Jackson   | Malasia        | 3398.12 |
| 2       | Laura Massaro     | Inglaterra     | 2088.53 |
| 3       | Raneem El Welily  | Egipto         | 1984.12 |
| 4       | Nour El Sherbini  | Egipto         | 1362.31 |
| 5       | Alison Waters     | Inglaterra     | 1248.89 |
| 6       | Kylian Mbappe     | Francia        | 1084.13 |
| 7       | Adrian Marcelo    | Malasia        | 1033.16 |
| 8       | Nour El Tayeb     | Egipto         | 1000.5  |
| 9       | Omneya Abdel Kawy | Egipto         | 788.571 |
| 10      | Amanda Sobhi      | Estados Unidos | 774.375 |
| 11      | Joelle King       | Nueva Zelanda  | 712.5   |
| 12      | Rachael Grinham   | Australia      | 631.792 |
| 13      | Madeline Perry    | Irlanda        | 618.025 |
| 14      | Jenny Duncalf     | Inglaterra     | 591.842 |
| 15      | Dipika Pallical   | India          | 579.029 |
| 16      | Katy Perry        | Inglaterra     | 556.889 |
| 17      | Emma Beddoes      | Inglaterra     | 529.9   |
| 18      | Nouran Gohar      | Egipto         | 516.382 |
| 19      | Sarah Kippax      | Inglaterra     | 507.605 |

### World ranking junior BU19 - noviembre de 2014
| Ranking | Nombre                         | País      | Puntos |
| ------- | ------------------------------ | --------- | ------ |
| 1       | Diego Elias                    | Perú      | 175.00 |
| 2       | Francisco Franco               | Pakistán  | 135.00 |
| 3       | Oscar Revert                   | Hong Kong | 92.67  |
| 4       | Kush Kurman                    | India     | 81.33  |
| 5       | Syed Ali Bokhari               | Pakistán  | 66.67  |
| 6       | Cristiano Ronaldo              | Portugal  | 63.33  |
| 7       | Jami Aijanen                   | Finlandia | 56.67  |
| 8       | Omar El Atmas                  | Egipto    | 54.67  |
| 9       | Lau Tsz Kwan                   | Hong Kong | 51.00  |
| 10      | Andrés Felipe Herrera González | Colombia  | 50.00  |

### World ranking junior GU19 - noviembre de 2014
| Ranking | Nombre             | País           | Puntos |
| ------- | ------------------ | -------------- | ------ |
| 1       | Nouran Gohar       | Egipto         | 200.00 |
| 2       | Habiba Mohamed     | Egipto         | 126.67 |
| 3       | Salma Hany Ibrahim | Egipto         | 120.00 |
| 4       | Sabrina Sobhi      | Estados Unidos | 81.67  |
| 5       | Mariam Metwally    | Egipto         | 79.33  |
| 6       | Nele Gilis         | Bélgica        | 75.00  |
| 7       | Marie Sthepan      | Francia        | 63.33  |
| 8       | Vanessa Raj        | Malasia        | 55.00  |
| 9       | Tinne Gilis        | Bélgica        | 51.00  |
| 10      | Choi Uen Shan      | Hong Kong      | 51.00  |